# Draft NFL 2011
Il draft NFL 2011 si è tenuto dal 28 al 30 aprile 2011.
L'ordine del draft è costituito in questo modo: per le prime venti squadre che non si sono qualificate per i play-off viene invertito l'ordine della stagione regolare 2010, quindi dalla squadra che ha ottenuto meno vittorie a quella con più vittorie, poi a seguire si aggiungono le squadre in base al turno in cui sono state eliminate ai playoff, fino ad arrivare alle ultime due scelte (31ª e 32ª) che sono assegnate rispettivamente alla perdente e alla vincente del Super Bowl XLV.
In caso di parità di vittorie si tiene conto come prima cosa la difficoltà del calendario che le squadre con lo stesso numero di vittorie hanno dovuto affrontare. In caso di ulteriore parità si considera il numero delle vittorie raggiunte all'interno della propria division o conference. Se la parità persiste la decisione viene presa con il lancio della monetina.

## Selezioni

### Primo giro
Nella tabella seguente è illustrato l'ordine del 1º round che si è tenuto il 28 aprile a partire dalle ore 20:00 EST.
|  | = Pro Bowler |

| Posizione | Franchigia           | Record | Giocatore          | Posizione         | Università        |
| --------- | -------------------- | ------ | ------------------ | ----------------- | ----------------- |
| 1         | Carolina Panthers    | 1-15   | Cam Newton         | quarterback       | Auburn            |
| 2         | Denver Broncos       | 2-14   | Von Miller         | linebacker        | Texas A&M         |
| 3         | Buffalo Bills        | 3-13   | Marcell Dareus     | defensive tackle  | Alabama           |
| 4         | Cincinnati Bengals   | 4-12   | A.J. Green         | wide receiver     | Georgia           |
| 5         | Arizona Cardinals    | 4-12   | Patrick Peterson   | cornerback        | LSU               |
| 6         | Atlanta Falcons      | 10-6   | Julio Jones        | wide receiver     | Alabama           |
| 7         | San Francisco 49ers  | 5-11   | Aldon Smith        | defensive end     | Missouri          |
| 8         | Tennessee Titans     | 5-11   | Jake Locker        | quarterback       | Washington        |
| 9         | Dallas Cowboys       | 6-10   | Tyron Smith        | offensive tackle  | USC               |
| 10        | Jacksonville Jaguars | 7-9    | Blaine Gabbert     | quarterback       | Missouri          |
| 11        | Houston Texans       | 8-8    | J.J. Watt          | defensive end     | Wisconsin         |
| 12        | Minnesota Vikings    | 13-3   | Christian Ponder   | quarterback       | Florida State     |
| 13        | Detroit Lions        | 11-5   | Nick Fairley       | defensive tackle  | Auburn            |
| 14        | St. Louis Rams       | 5-11   | Robert Quinn       | defensive end     | North Carolina    |
| 15        | Miami Dolphins       | 8-8    | Mike Pouncey       | centro            | Florida           |
| 16        | Washington Redskins  | 8-8    | Ryan Kerrigan      | defendive end     | Purdue            |
| 17        | New England Patriots | 8-8    | Nate Solder        | offensive tackle  | Colorado          |
| 18        | San Diego Chargers   | 9-7    | Corey Liuget       | defensive tackle  | Illinois          |
| 19        | New York Giants      | 9-7    | Prince Amukamara   | cornerback        | Nebraska          |
| 20        | Tampa Bay Buccaneers | 9-7    | Adrian Clayborn    | defensive end     | Iowa              |
| 21        | Cleveland Browns     | 5-11   | Phil Taylor        | defensive tackle  | Baylor            |
| 22        | Indianapolis Colts   | 8-8    | Anthony Castonzo   | offensive tackle  | Boston College    |
| 23        | Philadelphia Eagles  | 11-5   | Danny Watkins      | guard             | Baylor            |
| 24        | New Orleans Saints   | 11-5   | Cameron Jordan     | defensive end     | California        |
| 25        | Seattle Seahawks     | 8-8    | James Carpenter    | guard             | Alabama           |
| 26        | Kansas City Chiefs   | 10-6   | Jonathan Baldwin   | wide receiver     | Pittsburgh        |
| 27        | Baltimore Ravens     | 11-5   | Jimmy Smith        | cornerback        | Colorado          |
| 28        | New Orleans Saints   | 7-9    | Mark Ingram        | running back      | Alabama           |
| 29        | Chicago Bears        | 9-7    | Gabe Carimi        | offensive tackle  | Wisconsin         |
| 30        | New York Jets        | 2-14   | Muhammad Wilkerson | defensive end     | Temple            |
| 31        | Pittsburgh Steelers  | 14-2   | Cameron Heyward    | defensive end     | Ohio State        |
| 32        | Green Bay Packers    | 13-3   | Derek Sherrod      | offensive lineman | Mississippi State |

### Secondo giro
| Posizione | Franchigia           | Giocatore         | Posizione | Università     |
| --------- | -------------------- | ----------------- | --------- | -------------- |
| 33        | New England Patriots | Ras-I Dowling     | CB        | Virginia       |
| 34        | Buffalo Bills        | Aaron Williams    | CB        | Texas          |
| 35        | Cincinnati Bengals   | Andy Dalton       | QB        | TCU            |
| 36        | San Francisco 49ers  | Colin Kaepernick  | QB        | Nevada         |
| 37        | Cleveland Browns     | Jabaal Sheard     | DE        | Pittsburgh     |
| 38        | Arizona Cardinals    | Ryan Williams     | RB        | Virginia Tech  |
| 39        | Tennessee Titans     | Akeem Ayers       | LB        | UCLA           |
| 40        | Dallas Cowboys       | Bruce Carter      | LB        | North Carolina |
| 41        | Washington Redskins  | Jarvis Jenkins    | DT        | Clemson        |
| 42        | Houston Texans       | Brooks Reed       | DE        | Arizona        |
| 43        | Minnesota Vikings    | Kyle Rudolph      | TE        | Notre Dame     |
| 44        | Detroit Lions        | Titus Young       | WR        | Boise State    |
| 45        | Denver Broncos       | Rahim Moore       | S         | UCLA           |
| 46        | Denver Broncos       | Orlando Franklin  | OT        | Miami (Fl.)    |
| 47        | St. Louis Rams       | Lance Kendricks   | TE        | Wisconsin      |
| 48        | Oakland Raiders      | Stefen Wisniewski | C         | Penn State     |
| 49        | Indianapolis Colts   | Ben Ijalana       | OT        | Villanova      |
| 50        | San Diego Chargers   | Marcus Gilchrist  | CB        | Clemson        |
| 51        | Tampa Bay Buccaneers | Da'Quan Bowers    | DE        | Clemson        |
| 52        | New York Giants      | Marvin Austin     | DT        | North Carolina |
| 53        | Chicago Bears        | Stephen Paea      | DT        | Oregon State   |
| 54        | Philadelphia Eagles  | Jaiquawn Jarrett  | S         | Temple         |
| 55        | Kansas City Chiefs   | Rodney Hudson     | G         | Florida State  |
| 56        | New England Patriots | Shane Vereen      | RB        | California     |
| 57        | Detroit Lions        | Mikel Leshoure    | RB        | Illinois       |
| 58        | Baltimore Ravens     | Torrey Smith      | WR        | Maryland       |
| 59        | Cleveland Browns     | Greg Little       | WR        | North Carolina |
| 60        | Houston Texans       | Brandon Harris    | CB        | Miami (Fl.)    |
| 61        | San Diego Chargers   | Jonas Mouton      | LB        | Michigan       |
| 62        | Miami Dolphins       | Daniel Thomas     | RB        | Kansas State   |
| 63        | Pittsburgh Steelers  | Marcus Gilbert    | OT        | Florida        |
| 64        | Green Bay Packers    | Randall Cobb      | WR        | Kentucky       |

### Terzo giro
| Posizione | Franchigia           | Giocatore         | Posizione | Università           |
| --------- | -------------------- | ----------------- | --------- | -------------------- |
| 65        | Carolina Panthers    | Terrell McClain   | DT        | South Florida        |
| 66        | Cincinnati Bengals   | Dontay Moch       | LB        | Nevada               |
| 67        | Denver Broncos       | Nate Irving       | LB        | North Carolina State |
| 68        | Buffalo Bills        | Kelvin Sheppard   | LB        | LSU                  |
| 69        | Arizona Cardinals    | Rob Housler       | TE        | Florida Atlantic     |
| 70        | Kansas City Chiefs   | Justin Houston    | DE        | Georgia              |
| 71        | Dallas Cowboys       | DeMarco Murray    | RB        | Oklahoma             |
| 72        | New Orleans Saints   | Martez Wilson     | LB        | Illinois             |
| 73        | New England Patriots | Stevan Ridley     | RB        | LSU                  |
| 74        | New England Patriots | Ryan Mallett      | QB        | Arkansas             |
| 75        | Seattle Seahawks     | John Moffitt      | G         | Wisconsin            |
| 76        | Jacksonville Jaguars | Will Rackley      | G         | Lehigh               |
| 77        | Tennessee Titans     | Jurrell Casey     | DT        | USC                  |
| 78        | St. Louis Rams       | Austin Pettis     | WR        | Boise State          |
| 79        | Washington Redskins  | Leonard Hankerson | WR        | Miami (Fl.)          |
| 80        | San Francisco 49ers  | Chris Culliver    | CB        | South Carolina       |
| 81        | Oakland Raiders      | DeMarcus Van Dyke | CB        | Miam (Fl.)           |
| 82        | San Diego Chargers   | Vincent Brown     | WR        | San Diego State      |
| 83        | New York Giants      | Jerrel Jernigan   | WR        | Troy                 |
| 84        | Tampa Bay Buccaneers | Mason Foster      | WR        | Mason Foster         |
| 85        | Baltimore Ravens     | Jah Reid          | OT        | Central Florida      |
| 86        | Kansas City Chiefs   | Allen Bailey      | DE        | Miami (Fl.)          |
| 87        | Indianapolis Colts   | Drake Nevis       | DT        | LSU                  |
| 88        | New Orleans Saints   | Johnny Patrick    | CB        | Louisville           |
| 89        | San Diego Chargers   | Shareece Wright   | CB        | USC                  |
| 90        | Philadelphia Eagles  | Curtis Marsh      | CB        | Utah State           |
| 91        | Atlanta Falcons      | Akeem Dent        | LB        | Georgia              |
| 92        | Oakland Raiders      | Joseph Barksdale  | OT        | LSU                  |
| 93        | Chicago Bears        | Chris Conte       | S         | California           |
| 94        | New York Jets        | Kenrick Ellis     | DT        | Hampton              |
| 95        | Pittsburgh Steelers  | Curtis Brown      | CB        | Texas                |
| 96        | Green Bay Packers    | Alex Green        | RB        | Hawaii               |
| 97        | Carolina Panthers    | Sione Fua         | DT        | Stanford             |

### Quarto giro
| Posizione | Franchigia           | Giocatore         | Posizione | Università         |
| --------- | -------------------- | ----------------- | --------- | ------------------ |
| 98        | Carolina Panthers    | Brandon Hogan     | CB        | West Virginia      |
| 99        | Seattle Seahawks     | K.J. Wright       | LB        | Mississippi State  |
| 100       | Buffalo Bills        | Da'Norris Searcy  | CB        | North Carolina     |
| 101       | Cincinnati Bengals   | Clint Boling      | G         | Georgia            |
| 102       | Cleveland Browns     | Jordan Cameron    | TE        | USC                |
| 103       | Arizona Cardinals    | Sam Acho          | DE        | Texas              |
| 104       | Tampa Bay Buccaneers | Luke Stocker      | TE        | Tennessee          |
| 105       | Washington Redskins  | Roy Helu          | RB        | Nebraska           |
| 106       | Minnesota Vikings    | Christian Ballard | DE        | Iowa               |
| 107       | Seattle Seahawks     | Kris Durham       | WR        | Georgia            |
| 108       | Denver Broncos       | Quinton Carter    | S         | Oklahoma           |
| 109       | Tennessee Titans     | Colin McCarthy    | LB        | Miami (Fl.)        |
| 110       | Dallas Cowboys       | David Arkin       | G         | Missouri State     |
| 111       | Miami Dolphins       | Edmond Gates      | WR        | Abilene Christian  |
| 112       | St. Louis Rams       | Greg Salas        | WR        | Hawaii             |
| 113       | Oakland Raiders      | Chimdi Chekwa     | CB        | Ohio State         |
| 114       | Jacksonville Jaguars | Cecil Shorts      | WR        | Mount Union        |
| 115       | San Francisco 49ers  | Kendall Hunter    | RB        | Oklahoma State     |
| 116       | Philadelphia Eagles  | Casey Matthews    | LB        | Oregon             |
| 117       | New York Giants      | James Brewer      | OT        | Indiana            |
| 118       | Kansas City Chiefs   | Jalil Brown       | CB        | Colorado           |
| 119       | Indianapolis Colts   | Delone Carter     | RB        | Syracuse           |
| 120       | Philadelphia Eagles  | Alex Henery       | K         | Nebraska           |
| 121       | Jacksonville Jaguars | Chris Prosinski   | S         | Wyoming            |
| 122       | Buffalo Bills        | Chris Hairston    | OT        | Clemson            |
| 123       | Baltimore Ravens     | Tandon Doss       | WR        | Indiana            |
| 124       | Cleveland Browns     | Owen Marecic      | FB        | Stanford           |
| 125       | Oakland Raiders      | Taiwan Jones      | RB        | Eastern Washington |
| 126       | New York Jets        | Bilal Powell      | RB        | Louisville         |
| 127       | Houston Texans       | Rashad Carmichael | CB        | Virginia Tech      |
| 128       | Pittsburgh Steelers  | Cortez Allen      | CB        | The Citadel        |
| 129       | Denver Broncos       | Julius Thomas     | TE        | Portland State     |
| 130       | Tennessee Titans     | Jamie Harper      | RB        | Clemson            |
| 131       | Green Bay Packers    | Davon House       | CB        | New Mexico State   |

### Quinto giro
| Posizione | Franchigia           | Giocatore          | Posizione | Università        |
| --------- | -------------------- | ------------------ | --------- | ----------------- |
| 132       | Carolina Panthers    | Kealoha Pilares    | WR        | Hawaii            |
| 133       | Buffalo Bills        | Johnny White       | RB        | North Carolina    |
| 134       | Cincinnati Bengals   | Robert Sands       | S         | West Virginia     |
| 135       | Kansas City Chiefs   | Ricky Stanzi       | QB        | Iowa              |
| 136       | Arizona Cardinals    | Anthony Sherman    | FB        | Connecticut       |
| 137       | Cleveland Browns     | Buster Skrine      | CB        | Chattanooga       |
| 138       | New England Patriots | Marcus Cannon      | OT        | TCU               |
| 139       | Minnesota Vikings    | Brandon Burton     | CB        | Utah              |
| 140       | Kansas City Chiefs   | Gabe Miller        | LB        | Oregon State      |
| 141       | Green Bay Packers    | D.J. Williams      | TE        | Arkansas          |
| 142       | Tennessee Titans     | Karl Klug          | DE        | Iowa              |
| 143       | Dallas Cowboys       | Josh Thomas        | CB        | Buffalo           |
| 144       | Houston Texans       | Shiloh Keo         | S         | Idaho             |
| 145       | Atlanta Falcons      | Jacquizz Rodgers   | RB        | Oregon State      |
| 146       | Washington Redskins  | DeJon Gomes        | S         | Nebraska          |
| 147       | Jacksonville Jaguars | Rod Issac          | CB        | Middle Tennessee  |
| 148       | Oakland Raiders      | Denarius Moore     | WR        | Tennessee         |
| 149       | Philadelphia Eagles  | Dion Lewis         | RB        | Pittsburgh        |
| 150       | Cleveland Browns     | Jason Pinkston     | OT        | Pittsburgh        |
| 151       | Tampa Bay Buccaneers | Ahmad Black        | S         | Florida           |
| 152       | Houston Texans       | T.J. Yates         | QB        | North Carolina    |
| 153       | New York Jets        | Jeremy Kerley      | WR        | TCU               |
| 154       | Seattle Seahawks     | Richard Sherman    | CB        | Stanford          |
| 155       | Washington Redskins  | Niles Paul         | WR        | Nebraska          |
| 156       | Seattle Seahawks     | Mark LeGree        | S         | Appalachian State |
| 157       | Detroit Lions        | Doug Hogue         | LB        | Syracuse          |
| 158       | St. Louis Rams       | Jermale Hines      | S         | Ohio State        |
| 159       | New England Patriots | Lee Smith          | TE        | Marshall          |
| 160       | Chicago Bears        | Nathan Enderle     | QB        | Idaho             |
| 161       | Philadelphia Eagles  | Julian Vandervelde | G         | Iowa              |
| 162       | Pittsburgh Steelers  | Chris Carter       | LB        | Fresno State      |
| 163       | San Francisco 49ers  | Daniel Kilgore     | G         | Appalachian State |
| 164       | Baltimore Ravens     | Chykie Brown       | CB        | Texas             |
| 165       | Baltimore Ravens     | Pernell McPhee     | DE        | Mississippi       |

### Sesto giro
| Posizione | Franchigia           | Giocatore          | Posizione | Università        |
| --------- | -------------------- | ------------------ | --------- | ----------------- |
| 166       | Carolina Panthers    | Lawrence Wilson    | LB        | Connecticut       |
| 167       | Cincinnati Bengals   | Ryan Whalen        | WR        | Stanford          |
| 168       | Minnesota Vikings    | DeMarcus Love      | OT        | Arkansas          |
| 169       | Buffalo Bills        | Chris White        | LB        | Mississippi State |
| 170       | Minnesota Vikings    | Mistral Raymond    | S         | South Florida     |
| 171       | Arizona Cardinals    | Quan Sturdivant    | LB        | North Carolina    |
| 172       | Minnesota Vikings    | Brandon Fusco      | C         | Slippery Rock     |
| 173       | Seattle Seahawks     | Byron Maxwell      | CB        | Clemson           |
| 174       | Miami Dolphins       | Charles Clay       | FB        | Tulsa             |
| 175       | Tennessee Titans     | Byron Stingily     | OT        | Louisville        |
| 176       | Dallas Cowboys       | Dwayne Harris      | WR        | East Carolina     |
| 177       | Washington Redskins  | Evan Royster       | RB        | Penn State        |
| 178       | Washington Redskins  | Aldrick Robinson   | WR        | SMU               |
| 179       | Green Bay Packers    | Caleb Schlauderaff | G         | Utah              |
| 180       | Baltimore Ravens     | Tyrod Taylor       | QB        | Virginia Tech     |
| 181       | Oakland Raiders      | Richard Gordon     | TE        | Miami (Fl.)       |
| 182       | San Francisco 49ers  | Ronald Johnson     | WR        | USC               |
| 183       | San Diego Chargers   | Jordan Todman      | RB        | Connecticut       |
| 184       | Arizona Cardinals    | David Carter       | DT        | UCLA              |
| 185       | New York Giants      | Greg Jones         | LB        | Michigan State    |
| 186       | Green Bay Packers    | D.J. Smith         | LB        | Appalachian State |
| 187       | Tampa Bay Buccaneers | Allen Bradford     | RB        | USC               |
| 188       | Indianapolis Colts   | Chris Rucker       | CB        | Michigan State    |
| 189       | Denver Broncos       | Mike Mohamed       | LB        | California        |
| 190       | San Francisco 49ers  | Colin Jones        | S         | TCU               |
| 191       | Philadelphia Eagles  | Jason Kelce        | C         | Cincinnati        |
| 192       | Atlanta Falcons      | Matt Bosher        | P         | Miami (Fl.)       |
| 193       | Philadelphia Eagles  | Brian Rolle        | LB        | Ohio State        |
| 194       | New England Patriots | Markell Carter     | DE        | Central Arkansas  |
| 195       | Chicago Bears        | J.T. Thomas        | LB        | West Virginia     |
| 196       | Pittsburgh Steelers  | Keith Williams     | G         | Nebraska          |
| 197       | Green Bay Packers    | Ricky Elmore       | DE        | Arizona           |
| 198       | New York Giants      | Tyler Sash         | S         | Iowa              |
| 199       | Kansas City Chiefs   | Jerrell Powe       | DT        | Mississippi       |
| 200       | Minnesota Vikings    | Ross Homan         | LB        | Ohio State        |
| 201       | San Diego Chargers   | Stephen Schilling  | G         | Michigan          |
| 202       | New York Giants      | Jacquian Williams  | LB        | South Florida     |
| 203       | Carolina Panthers    | Zack Williams      | C         | Washington State  |

### Settimo giro
| Posizione | Franchigia           | Giocatore           | Posizione | Università            |
| --------- | -------------------- | ------------------- | --------- | --------------------- |
| 204       | Denver Broncos       | Virgil Green        | TE        | Nevada                |
| 205       | Seattle Seahawks     | Lazarius Levingston | DE        | LSU                   |
| 206       | Buffalo Bills        | Justin Rogers       | CB        | Richmond              |
| 207       | Cincinnati Bengals   | Korey Lindsey       | CB        | Southern Illinois     |
| 208       | New York Jets        | Greg McElroy        | QB        | Alabama               |
| 209       | Detroit Lions        | Johnny Culbreath    | OT        | South Carolina State  |
| 210       | Atlanta Falcons      | Andrew Jackson      | G         | Fresno State          |
| 211       | San Francisco 49ers  | Bruce Miller        | FB        | Central Florida       |
| 212       | Tennessee Titans     | Zach Clayton        | DT        | Auburn                |
| -         | Dallas Cowboys       | Rinuncia            |           |                       |
| 213       | Washington Redskins  | Brandyn Thompson    | CB        | Boise State           |
| 214       | Houston Texans       | Derek Newton        | OT        | Arkansas State        |
| 215       | Minnesota Vikings    | D'Aundre Reed       | DE        | Arizona               |
| 216       | St. Louis Rams       | Mikail Baker        | CB        | Baylor                |
| 217       | Washington Redskins  | Maurice Hurt        | OT        | Florida               |
| 218       | Green Bay Packers    | Ryan Taylor         | TE        | North Carolina        |
| 219       | New England Patriots | Malcolm Williams    | CB        | TCU                   |
| 220       | Dallas Cowboys       | Shaun Chapas        | FB        | Georgia               |
| 221       | New York Giants      | Da'Rel Scott        | RB        | Maryland              |
| 222       | Tampa Bay Buccaneers | Anthony Gaitor      | CB        | Florida International |
| 223       | Kansas City Chiefs   | Shane Bannon        | FB        | Yale                  |
| 224       | Washington Redskins  | Markus White        | DE        | Florida State         |
| 225       | Baltimore Ravens     | Anthony Allen       | RB        | Georgia Tech          |
| 226       | New Orleans Saints   | Greg Romeus         | DE        | Pittsburgh            |
| 227       | New York Jets        | Scotty McKnight     | WR        | Colorado              |
| 228       | St. Louis Rams       | Jabara Williams     | WR        | Stephen F. Austin     |
| 229       | St. Louis Rams       | Jonathan Nelson     | CB        | Oklahoma              |
| 230       | Atlanta Falcons      | Cliff Matthews      | DE        | South Carolina        |
| -         | Chicago Bears        | Rinuncia            |           |                       |
| 231       | Miami Dolphins       | Frank Kearse        | DT        | Alabama A&M           |
| 232       | Pittsburgh Steelers  | Baron Batch         | RB        | Texas Tech            |
| 233       | Green Bay Packers    | Lawrence Guy        | DT        | Arizona State         |
| 234       | San Diego Chargers   | Andrew Gachkar      | LB        | Missouri              |
| 235       | Miami Dolphins       | Jimmy Wilson        | CB        | Montana               |
| 236       | Minnesota Vikings    | Stephen Burton      | WR        | West Texas A&M        |
| 237       | Philadelphia Eagles  | Greg Lloyd Jr.      | LB        | Connecticut           |
| 238       | Tampa Bay Buccaneers | Daniel Hardy        | TE        | Idaho                 |
| 239       | San Francisco 49ers  | Mike Person         | OL        | Montana State         |
| 240       | Philadelphia Eagles  | Stanley Havili      | FB        | USC                   |
| 241       | Oakland Raiders      | David Ausberry      | WR        | USC                   |
| 242       | Seattle Seahawks     | Malcolm Smith       | LB        | USC                   |
| 243       | New Orleans Saints   | Nate Bussey         | LB        | Illinois              |
| 244       | Carolina Panthers    | Lee Ziemba          | OT        | Auburn                |
| 245       | Buffalo Bills        | Michael Jasper      | G         | Bethel                |
| 246       | Cincinnati Bengals   | Jay Finley          | RB        | Baylor                |
| 247       | Denver Broncos       | Jeremy Beal         | LB        | Oklahoma              |
| 248       | Cleveland Browns     | Eric Hagg           | CB        | Nebraska              |
| 249       | Arizona Cardinals    | DeMarco Sampson     | WR        | San Diego State       |
| 250       | San Francisco 49ers  | Curtis Holcomb      | CB        | Florida A&M           |
| 251       | Tennessee Titans     | Tommie Campbell     | CB        | California (PA)       |
| 252       | Dallas Cowboys       | Bill Nagy           | C         | Wisconsin             |
| 253       | Washington Redskins  | Chris Neild         | DT        | West Virginia         |
| 254       | Houston Texans       | Cheta Ozougwu       | DE        | Rice                  |